# The Humans (computerspel)
The Humans, later uitgegeven voor de Atari Jaguar als Evolution: Dino Dudes en voor de Atari Lynx als Dinolympics, is een videospel voor onder andere de Sega Mega Drive, SNES en Game Boy. Het puzzelspel werd in 1992 uitgebracht, in de tijd dat ook vergelijkbare spellen Lemmings en Lode Runner uitkwamen.
De speler speelt een pre-historische man die moet evolueren. Zo moet hij gereedschap maken, wapens maken, het vuur uitvinden of het wiel uitvinden. Het spel is opgedeeld in levels en elk level bevat een concrete taak. Deze taak kan zijn het vinden van een speer of op een bepaalde plek in het level zien te komen. Om het level op te lossen kan gebruik worden gemaakt van de ontdekkingen die tot dan toe gedaan zijn. Om de puzzel op te lossen vaak teamwork vereist. Elk level heeft tevens een tijdslimiet. Zodra de tijd op is kan het level opnieuw begonnen worden.

## Platforms
| Jaar | Platform                              |
| ---- | ------------------------------------- |
| 1992 | Amiga, DOS, Game Boy, Sega Mega Drive |
| 1993 | Atari ST, Lynx, SNES                  |
| 1994 | Jaguar                                |

## Ontvangst
| Beoordeeld door          | Platform        | Datum          | Score |
| ------------------------ | --------------- | -------------- | ----- |
| Amiga Mania              | Amiga           | juli 1992      | 93%   |
| Amiga Joker              | Amiga           | juli 1992      | 92%   |
| Amiga Action             | Amiga           | juni 1992      | 92%   |
| Amiga User International | Amiga           | april 1993     | 91%   |
| Joypad                   | Game Boy        | november 1993  | 91%   |
| N-Force                  | Game Boy        | februari 1993  | 86%   |
| Power Unlimited          | Lynx            | juli 1993      | 75%   |
| Video Games              | Sega Mega Drive | juli 1993      | 67%   |
| High Score               | SNES            | september 1994 | 40%   |
| The Video Game Critic    | Jaguar          | 5 oktober 2008 | 0%    |

## Vervolgen
- The Humans 2: The Jurassic Levels (voor Amiga en PC)
- The Humans III: Evolution- Lost in Time (voor Amiga en PC)
- The Humans: Meet the Ancestors! (voor Windows)